# 坎图杜布里蒂
坎图杜布里蒂（葡萄牙語：Canto do Buriti）是巴西皮奥伊州的一个市镇。总面积4409.804平方公里，总人口20655人，人口密度4.7人/平方公里。